# 경쟁 (생물학)

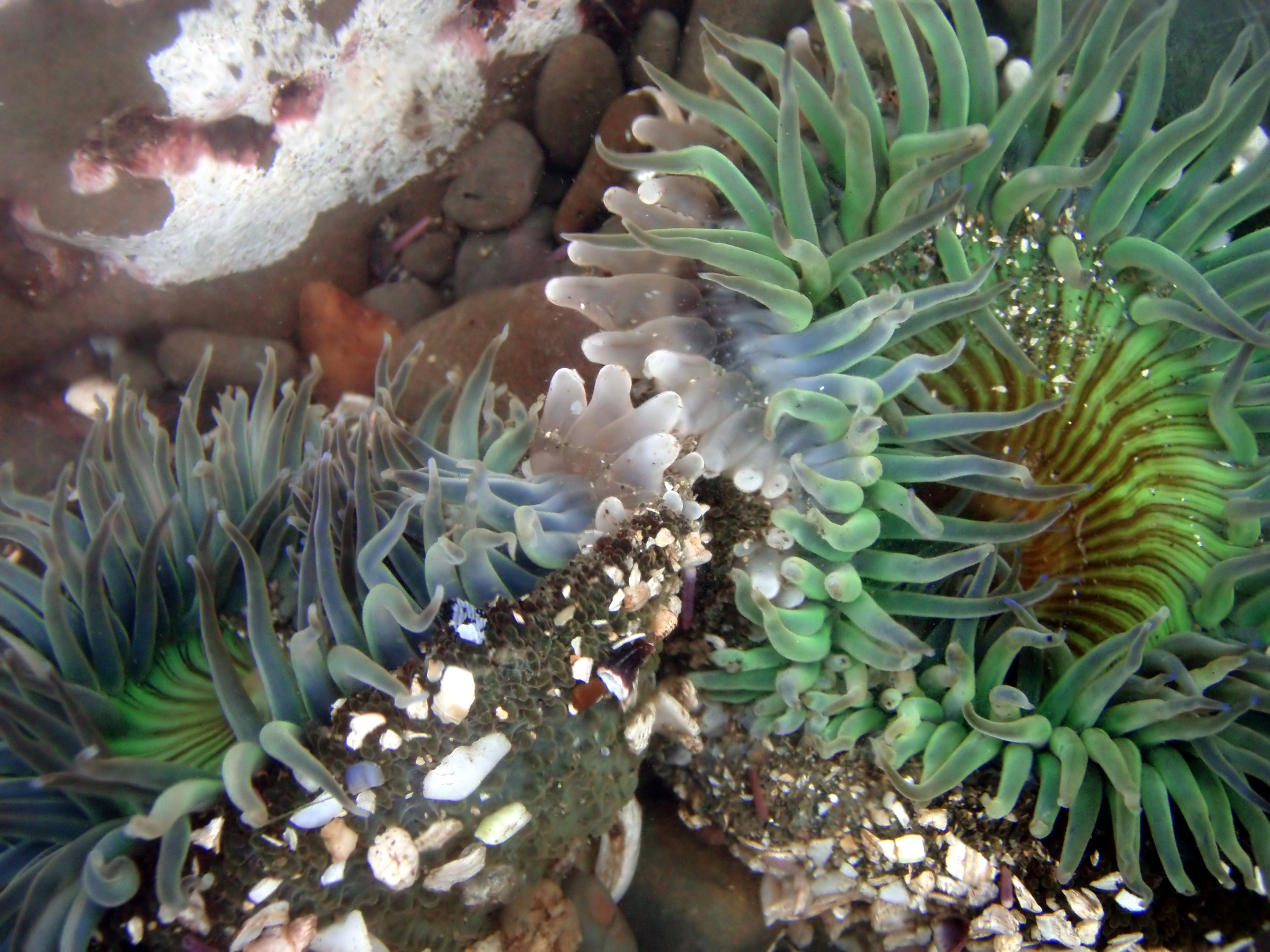
말미잘은 갯벌에서 영역 싸움을 한다.

경쟁(영어: competition)은 생물학에서 상호작용을 하는 유기체나 종이 다른 개체로 인해 적응도가 낮아지는 것을 말한다. 즉, 생물의 개체들이 영역이나 음식, 결혼 상대 등을 다투는 것을 말한다. 동종 개체 사이에서 볼 수 있는 종류의 경쟁과 다른 종 사이에서 볼 수있는 종간 경쟁의 두 가지가 있다. 생존 경쟁으로 표현할 수도 있지만, 생물이 하는 경쟁은 반드시 생존을 위해서만 하는 것이 아니기 때문에, 문맥에 따라 생존 경쟁이라는 단어가 어울리지 않을 수도 있다.

## 종간 경쟁
생태학에서는 경쟁 관계는 종간 관계의 형태의 중 하나이다. 두 종류의 생물이 서로 상대의 존재에 의해 불이익을 받는 경우, 이 종은 경쟁 관계에 있다고 말한다.
일반적으로 경쟁 관계에 있는 종류는 일반적인 자원, 틈새를 요구하는 것들이다. 예를 들어, 같은 지역에 서식하는 같은 먹이를 먹는 두 종류의 동물이 있다고 하면, 먹이의 양은 유한하기 때문에 한쪽이 많은 먹이를 먹으면 다른 한쪽은 먹을 것이 줄어들고 개체수가 감소된다. 이 경우, 이 두 종류의 동물은 먹이에 대한 경쟁 관계에 있으며, 위와 같은 결과가 나오면 수를 줄이는 쪽이 경쟁에서 지는 것이 된다.
경쟁의 대상이 되는 자원은 생물에 따라 다양하다. 음식뿐만 아니라 은신처와 세력권의 위치 등 서식하는 땅도 그 대상이 된다. 친족 관계의 가까운 생물은 서로 그 생활상 요구도 비슷한 것이 많기 때문에, 중요한 경쟁자가 될 수 있다.
실제 경쟁이 어떤 형태로 이루어지는 지는 통틀어는 말할 수 없는 문제이다. 같은 먹이를 먹는 개체가 있다고 해서, 실제 먹이를 가지고 싸우는 것은 아니다. 사자와 하이에나처럼 그런 경우도 있지만, 대부분의 경우 좀 더 간접적인 형태로 진행된다. 예를 들어 송사리와 모기고기는 아주 비슷한 물고기로, 도시 지역에서는 대개 송사리가 모기고기로 대체되고 있다. 그러나 모기고기가 송사리를 계속 먹고 있거나, 모기고기가 송사리를 공격하는 것은 아니다.
한쪽이 다른 쪽을 공격하고, 쫓아내는 경우도 있지만, 공격한다고 해서 이길 수 있는 것도 아니다. 공격적인 행동을 취하는 종은 공격에 시간과 에너지를 소비하기 때문에 오히려 불리할 수도 있다.

## 종내 경쟁

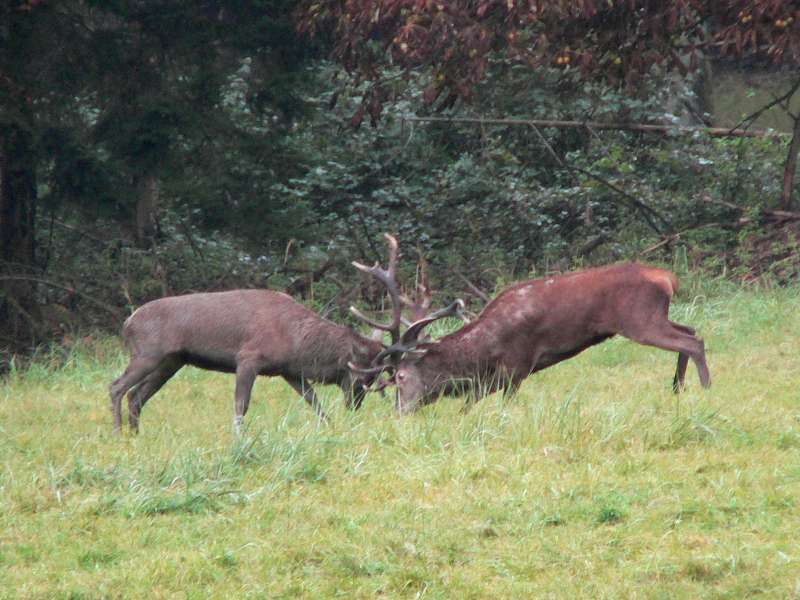
암컷을 차지하기 위해 수컷사슴 간 경쟁, 종내경쟁의 예

같은 종 내부 또는 개체군에 속하는 개체끼리 싸우는 것을 말한다. 생물 진화의 가장 큰 원동력이 되는 것은 일반적으로 종 간의 경쟁보다 종내 경쟁이라고 생각된다. 그것은 동종의 개체들이 동일한 환경, 동일한 먹이, 같은 배우자가 상대방을 선택하지 않으면 안되기 때문에, 가장 가까운 경쟁 관계에 있기 때문이다. 가장 알기 쉬운 종류의 경쟁의 예가 배우자의 기회를 둘러싼 경쟁이다. 그 외에 중요한 종의 경쟁은 "발전적인 충돌"이 있다. 이것은 언뜻 보면 이해가 일치되는 같은 개체 간의 적응의 이해 상충에 따른 경쟁으로 부모와 자식 관계, 형제 사이, 친족 간, 혹은 게놈 사이에 충돌이 있다.

## 같이 보기
- 공생
  - 상리 공생
  - 편리 공생
  - 기생